# The Sheepdogs
Die Sheepdogs sind eine kanadische Rockband aus Saskatoon. Mit dem Album Learn & Burn schafften sie 2011 den Durchbruch. Sie sind dreifache Juno-Preisträger.

## Bandgeschichte
2004 gründeten Sänger und Gitarrist Ewan Currie, Bassist Ryan Gullen und Schlagzeuger Sam Corbett in Saskatoon an der University of Saskatchewan als Studenten die Band The Breaks. Mit der Aufnahme von Leot Hanson als zweitem Gitarristen erfolgte 2006 die Umbenennung in The Sheepdogs. Ihr erstes Album Trying to Grow veröffentlichten sie 2006. Big Stand folgte 2008. Beide Alben veröffentlichten sie in Eigenregie, ebenso wie Album Nummer drei, Learn & Burn, zwei Jahre später. Sie hatten keinen unmittelbaren Erfolg, aber es verschaffte ihnen die Teilnahme an einem Wettbewerb des Rolling-Stone-Magazins, bei dem die Leser wählen konnten, wer auf das Cover der nächsten Ausgabe kam. Sie gewannen als erste Band ohne Plattenvertrag, den sie allerdings danach von Atlantic Records angeboten bekamen.
Mit dem Label im Hintergrund und der Veröffentlichung einer Deluxe-Version von Learn & Burn gelang ihnen im Sommer 2011 in die Top 20 der kanadischen Charts. In den Top 100 hielt es sich 36 Wochen und es erreichte Platinstatus. Fast zeitgleich kam die EP Five Easy Pieces, eigentlich die Nachfolgeveröffentlichung, auf Platz 7. Daraufhin waren die Sheepdogs bei den nationalen Juno Awards 2012 die erfolgreichsten Interpreten mit Auszeichnungen für die Single des Jahres (I Don’t Know), das Rockalbum des Jahres (Learn & Burn) und für die Band den Newcomerpreis.
Im selben Jahr folgte bereits das vierte Studioalbum The Sheepdogs, produziert von Patrick Carney von den Black Keys. Es stieg im September auf Platz eins der Charts ein. Auch dieses Album bekam Platin und die Band drei weitere Juno-Nominierungen, aber keinen Preis.
Mit etwas Abstand kam 2015 das Album Future Nostalgia, das Platz 12 erreichte und eine weitere Juno-Nominierung als Rockalbum bekam. Das sechste Studioalbum Changing Colours folgte weitere drei Jahre später und verpasste knapp Platz 1. Neben der Rockalbum-Kategorie bekamen sie 2019 die zweite Nominierung als Band des Jahres. Wieder mit drei Jahren Abstand folgte Outta Sight, die nächste Rockalbum-Nominierung. Allerdings verpassten sie erstmals wieder den Einstieg in die Top 20 der Albumcharts.

## Mitglieder
- Ewan Currie, Sänger, Gitarre (ab 2004)
- Ricky Paquette, Gitarre (ab 2022)
- Ryan Gullen, Bass (ab 2004)
- Shamus Currie, Keyboards (ab 2014)
- Sam Corbett, Schlagzeug (ab 2004)

Ehemalige Mitglieder
- Leot Hansen, Gitarre (2006–2014)
- Rusty Matyas, Gitarre (2014–2016)
- Jimmy Bowskill, Gitarre (2016–2022)

## Diskografie
Alben
- Trying to Grow (2006)
- The Sheepdogs’ Big Stand (2008)
- Learn & Burn (2010)
- Learn & Burn (Deluxe, 2011)
- The Sheepdogs (2012)
- Future Nostalgia (2015)
- Live at the Roxy (Livealbum, 2016)
- Changing Colours (2018)
- Live at Lee’s (Livealbum, 2022)
- Outta Sight (2022)

EPs
- The Breaks (2006)
- Five Easy Pieces (2011)
- The Sheepdogs on Audiotree Live (2015)
- No Simple Thing (2021)
- OurVinyl Sessions (2023)
- The Sheepdogs on Audiotree Live (2023)
- Paradise Alone (2024)
- Hell Together (2024)

Lieder
- Birthday / Slim Pickens (2010)
- I Don’t Know (2011; CA: Platin)[2]
- The Way It Is (2012; CA: Gold)[2]
- Feeling Good (2013; CA: Platin)[2]
- Downtown (2015)
- Rosalie (2016)
- I’ve Got a Hole Where My Heart Should Be (2018)
- I’m Ready for Christmas (2022)
- Scarborough Street Fight (2023)
- Je vais t’aimer encore plus fort (2024)
- Darlin’ Baby (2024)
- Handle My Biz (2024)
- Santa Man / Hot Christmas (2024)

## Auszeichnungen
Juno Awards
- 2012
  - New Group of the Year
  - Single of the Year für I Don’t Know
  - Rock Album of the Year für Learn & Burn
- 2013
  - Nominierungen: Group of the Year, Single of the Year für The Way It Is, Rock Album of the Year für The Sheepdogs
- 2014
  - Sonstiges: Regisseur Matt Barnes wurde ausgezeichnet für das Video des Jahres zum Sheepdogs-Song Feeling Good
- 2016
  - Nominierung: Rock Album of the Year für Future Nostalgia
- 2019
  - Nominierungen: Group of the Year, Rock Album of the Year für Changing Colours
- 2023
  - Nominierung: Rock Album of the Year für Outta Sight